# Axente Sever, Sibiu
Axente Sever là một xã thuộc hạt Sibiu, România. Dân số thời điểm năm 2002 là 4045 người.